# Jakub Kindl
Jakub Kindl (* 10. února 1987, Šumperk) je český hokejový obránce.

## Rodina
Jakub Kindl je ženatý. Manželka Afërdita Dreshaj (*1986) je americká zpěvačka a modelka albánského původu. V roce 2011 byla zvolena jako Miss Kosovo. Syn Sky Blue Kindl se jim narodil v roce 2021.

## Individuální úspěchy
- 2007 – byl jmenován do 2. All-Star týmu OHL.
- 2009 – byl zvolen do AHL All-Star Classic.

## Prvenství
- Debut v NHL - 3. prosince 2009 (Detroit Red Wings proti Edmonton Oilers)
- První gól v NHL - 20. ledna 2011 (St. Louis Blues proti Detroit Red Wings,slovenskému brankáři Jaroslavu Halakovi)
- První asistence v NHL - 17. února 2011 (Tampa Bay Lightning proti Detroit Red Wings)

## Klubové statistiky
| Sezóna       | Klub                         | Soutěž       |        | Základní část | Základní část | Základní část | Základní část | Základní část |        | Play off | Play off | Play off | Play off | Play off |
| Sezóna       | Klub                         | Soutěž       | Z      | G             | A             | B             | TM            | Z             | G      | A        | B        | TM       |          |          |
| 2001–02      | HC Pardubice 18'             | ČHL-18       | 23     | 4             | 10            | 14            | 30            | 6             | 1      | 1        | 2        | 8        |          |          |
| 2001–02      | HC Pardubice 20'             | ČHL-20       | 19     | 1             | 1             | 2             | 20            | —             | —      | —        | —        | —        |          |          |
| 2002–03      | HC ČSOB Pojišťovna Pardubice | ČHL          | 1      | 0             | 0             | 0             | 0             | —             | —      | —        | —        | —        |          |          |
| 2002–03      | HC Pardubice 18'             | ČHL-18       | 3      | 0             | 3             | 3             | 10            | —             | —      | —        | —        | —        |          |          |
| 2002–03      | HC Pardubice 20'             | ČHL-20       | 16     | 0             | 1             | 1             | 22            | —             | —      | —        | —        | —        |          |          |
| 2003–04      | HC VCES Hradec Králové       | 2.ČHL        | 1      | 0             | 0             | 0             | 0             | 1             | 0      | 0        | 0        | 0        |          |          |
| 2003–04      | HC Pardubice 18'             | ČHL-18       | 2      | 0             | 1             | 1             | 6             | —             | —      | —        | —        | —        |          |          |
| 2003–04      | HC Pardubice 20'             | ČHL-20       | 48     | 4             | 14            | 18            | 108           | —             | —      | —        | —        | —        |          |          |
| 2004–05      | Kitchener Rangers            | OHL          | 62     | 3             | 11            | 14            | 92            | 12            | 0      | 0        | 0        | 22       |          |          |
| 2005–06      | Kitchener Rangers            | OHL          | 60     | 12            | 46            | 58            | 112           | 5             | 1      | 0        | 1        | 10       |          |          |
| 2005–06      | Grand Rapids Griffins        | AHL          | 3      | 0             | 1             | 1             | 2             | —             | —      | —        | —        | —        |          |          |
| 2006–07      | Kitchener Rangers            | OHL          | 54     | 11            | 44            | 55            | 142           | 9             | 2      | 9        | 11       | 8        |          |          |
| 2006–07      | Grand Rapids Griffins        | AHL          | —      | —             | —             | —             | —             | 7             | 0      | 2        | 2        | 0        |          |          |
| 2007–08      | Grand Rapids Griffins        | AHL          | 75     | 3             | 14            | 17            | 82            | —             | —      | —        | —        | —        |          |          |
| 2008–09      | Grand Rapids Griffins        | AHL          | 78     | 6             | 27            | 33            | 76            | 10            | 2      | 1        | 3        | 2        |          |          |
| 2009–10      | Grand Rapids Griffins        | AHL          | 73     | 3             | 30            | 33            | 59            | —             | —      | —        | —        | —        |          |          |
| 2009–10      | Detroit Red Wings            | NHL          | 3      | 0             | 0             | 0             | 0             | —             | —      | —        | —        | —        |          |          |
| 2010–11      | Detroit Red Wings            | NHL          | 48     | 2             | 2             | 4             | 36            | —             | —      | —        | —        | —        |          |          |
| 2010–11      | Grand Rapids Griffins        | AHL          | 8      | 1             | 4             | 5             | 6             | —             | —      | —        | —        | —        |          |          |
| 2011–12      | Detroit Red Wings            | NHL          | 55     | 1             | 12            | 13            | 25            | —             | —      | —        | —        | —        |          |          |
| 2012–13      | HC ČSOB Pojišťovna Pardubice | ČHL          | 27     | 1             | 10            | 11            | 26            | —             | —      | —        | —        | —        |          |          |
| 2012–13      | Detroit Red Wings            | NHL          | 41     | 4             | 9             | 13            | 28            | 14            | 1      | 4        | 5        | 10       |          |          |
| 2013–14      | Detroit Red Wings            | NHL          | 66     | 2             | 17            | 19            | 24            | 4             | 0      | 0        | 0        | 2        |          |          |
| 2014–15      | Grand Rapids Griffins        | AHL          | 2      | 1             | 0             | 1             | 2             | —             | —      | —        | —        | —        |          |          |
| 2014–15      | Detroit Red Wings            | NHL          | 35     | 5             | 8             | 13            | 22            | 1             | 0      | 0        | 0        | 0        |          |          |
| 2015–16      | Grand Rapids Griffins        | AHL          | 10     | 3             | 1             | 4             | 12            | —             | —      | —        | —        | —        |          |          |
| 2015–16      | Florida Panthers             | NHL          | 19     | 0             | 2             | 2             | 4             | 1             | 0      | 0        | 0        | 0        |          |          |
| 2016–17      | Florida Panthers             | NHL          | 39     | 0             | 4             | 4             | 28            | —             | —      | —        | —        | —        |          |          |
| 2016–17      | Springfield Thunderbirds     | AHL          | 13     | 1             | 6             | 7             | 16            | —             | —      | —        | —        | —        |          |          |
| 2017–18      | HC Škoda Plzeň               | ČHL          | 30     | 1             | 3             | 4             | 32            | 7             | 1      | 2        | 3        | 2        |          |          |
| 2018–19      | HC Škoda Plzeň               | ČHL          | 26     | 2             | 8             | 10            | 36            | —             | —      | —        | —        | —        |          |          |
| 2019–20      | Kölner Haie                  | DEL          | 48     | 1             | 9             | 10            | 22            | —             | —      | —        | —        | —        |          |          |
| 2020–21      | Nehrál                       | Nehrál       | Nehrál | Nehrál        | Nehrál        | Nehrál        | Nehrál        | Nehrál        | Nehrál | Nehrál   | Nehrál   | Nehrál   | Nehrál   | Nehrál   |
| 2021–22      | HC Škoda Plzeň               | ČHL          | 43     | 3             | 7             | 10            | 32            | —             | —      | —        | —        | —        |          |          |
| 2022–23      | Storhamar Hockey             | El           | 19     | 2             | 12            | 14            | 24            | 17            | 0      | 5        | 5        | 6        |          |          |
| 2023–24      | Storhamar Hockey             | El           |        |               |               |               |               |               |        |          |          |          |          |          |
| NHL celkem   | NHL celkem                   | NHL celkem   | 331    | 16            | 58            | 74            | 181           | 20            | 1      | 4        | 5        | 12       |          |          |
| ČHL celkem   | ČHL celkem                   | ČHL celkem   | 127    | 7             | 28            | 35            | 126           | 7             | 1      | 2        | 3        | 2        |          |          |
| 2.ČHL celkem | 2.ČHL celkem                 | 2.ČHL celkem | 1      | 0             | 0             | 0             | 0             | 1             | 0      | 0        | 0        | 0        |          |          |
| OHL celkem   | OHL celkem                   | OHL celkem   | 176    | 26            | 101           | 127           | 346           | 26            | 3      | 9        | 12       | 40       |          |          |
| AHL celkem   | AHL celkem                   | AHL celkem   | 262    | 18            | 83            | 101           | 255           | 17            | 2      | 3        | 5        | 2        |          |          |

## Reprezentace
| Rok                       | Tým                       | Soutěž                    | Z  | G | A | B | TM |
| ------------------------- | ------------------------- | ------------------------- | -- | - | - | - | -- |
| 2006                      | Česko U20                 | MSJ                       | 6  | 0 | 1 | 1 | 10 |
| 2007                      | Česko U20                 | MSJ                       | 6  | 0 | 4 | 4 | 8  |
| 2014                      | Česko                     | MS                        | 10 | 1 | 2 | 3 | 6  |
| Juniorská kariéra celkově | Juniorská kariéra celkově | Juniorská kariéra celkově | 12 | 0 | 5 | 5 | 18 |
| Seniorská kariéra celkově | Seniorská kariéra celkově | Seniorská kariéra celkově | 10 | 1 | 2 | 3 | 6  |